# Tormenta tropical Ana (2022)
La tormenta tropical moderada Ana fue un ciclón tropical mortal que afectó a Madagascar y Mozambique. Ana, la primera tormenta con nombre de la temporada de ciclones del suroeste del Océano Índico de 2021-22, se desarrolló a partir de un área de convección que se designó como Invest 93S al noreste de Madagascar.

## Historia meteorológica

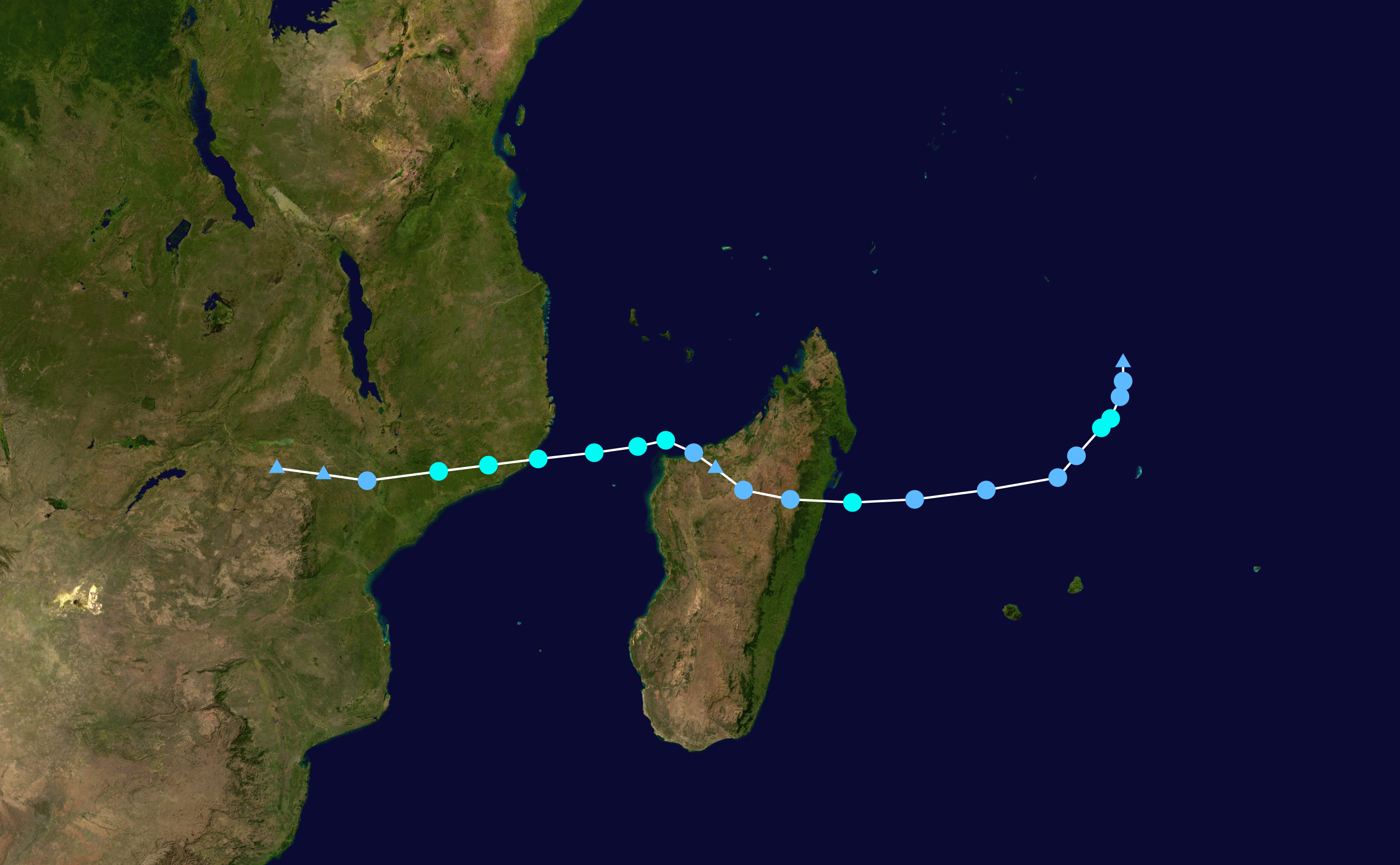
Ruta del ciclón.

A las 07:30 UTC del 20 de enero, el Centro Conjunto de Alerta de Tifones informó sobre la formación de un área de convección, que designaron como Invest 93S, aproximadamente a 378 millas náuticas (700 km; 435 millas) de Mauricio, y la agencia dio una baja probabilidad para la ciclogénesis potencial dentro de las próximas 24 horas. A mediodía, el MFR observó una circulación cerrada al norte-noroeste de Saint-Brandon, con un centro bastante mal definido. La formación de la perturbación fue causada por el aumento del flujo monzónico. Por la noche, el JTWC actualizó el sistema a una probabilidad media de ciclogénesis potencial, después de notar su oscura circulación de bajo nivel (LLC). Temprano al día siguiente, a las 02:00 UTC, el JTWC emitió su Alerta de formación de ciclones tropicales (TCFA) para Invest 93S y también actualizó el sistema nuevamente a una alta probabilidad de ciclogénesis potencial, ya que la agencia notó su consolidación en un ciclo bien definido. centro de bajo nivel. Posteriormente a las 12:00 UTC, el MFR declaró el sistema tropical de baja presión como zona de tiempo perturbado, convirtiéndose en el primer sistema de la temporada.
El departamento notó la circulación alargada que era un poco más compacta que ayer, pero todavía bastante mal organizada. Doce horas más tarde, el MFR lo actualizó al estado de perturbación tropical, ya que encontraron que el patrón de nubes del sistema había mejorado. Además, su centro se había vuelto bien definido, pero todavía estaba mal definido y alargado en general. La perturbación se consolidó lentamente en una estructura convectiva definida mientras también desarrollaba distintas bandas de lluvia curvas, lo que llevó al MFR a convertirlo en una depresión tropical a las 06:00 UTC del 22 de enero.
Entre las 08:00 UTC y las 09:00 UTC, el centro del sistema cruzó entre Toamasina e Île Sainte-Marie como una depresión tropical, y el MFR reclasificó el sistema como una depresión terrestre. Debido al terreno montañoso de Madagascar, el sistema se debilitó un poco pero aun así logró preservar su convección organizada y su centro de bajo nivel. A las 06:00 UTC del día siguiente, el MFR lo reclasificó nuevamente como una perturbación tropical después de ingresar al Canal de Mozambique. Seis horas más tarde, se volvió a intensificar a depresión tropical, a medida que mejoraba gradualmente su estructura convectiva y el enfriamiento de sus bandas convectivas. Sus nubes de bajo nivel habían desarrollado un patrón curvo distintivo cerca del centro. Esto ocurrió después de ingresar al Canal de Mozambique, donde se disponía de condiciones ambientales más conductivas junto con una buena convergencia del flujo monzónico. A las 15:00 UTC, el JTWC declaró el sistema como ciclón tropical y lo designó 07S. Más tarde, el MFR la actualizó a tormenta tropical moderada y la llamó Ana, convirtiéndose en la primera tormenta nombrada de la temporada. Luego tocó tierra en Mozambique y se debilitó rápidamente, principalmente debido a la fricción en la masa terrestre.

## Impacto
La tormenta tropical Ana agravó una serie de inundaciones que mataron a 11 personas el 18 de enero, y las nuevas lluvias intensas e inundaciones mataron a otras 48 personas en Madagascar. La tormenta tropical Ana también mató a 18 personas en Mozambique y 29 personas en Malawi, levando el número total de muertos a 88.
En Madagascar, 55.000 personas perdieron sus hogares. En Malawi, la mayor parte del país se quedó sin electricidad y 200.000 personas tuvieron que abandonar sus hogares. La región alrededor de Mulanje en el sur de Malawi se vio particularmente afectada. 10.000 casas en Mozambique fueron destruidas como resultado del paso del ciclón.